# Катод (завод, Новосибирск)
АО Катод — российское предприятие, основанное в октябре 1959 года. Осуществляет разработку и выпуск оптикоэлектронных приборов и комплектующих: электронно-оптических преобразователей (ЭОП), приборов ночного видения, фотоумножителей и т. п. Расположен в Заельцовском районе Новосибирска.

## История
Изначально предприятие действовало как опытно-конструкторское бюро при Новосибирском заводе «Экран». Дата регистрации — 19 октября 1959 года.
В первые два десятилетия «Катод» выполнил около 330 опытно-конструкторских и научно-исследовательских работ, в которых участвовали институты Академгородка СО РАН, Москвы, Ленинграда, Фрязино, Саратова, Львова и т. д. В это время создаются электронно-оптические преобразователи для фотографирования быстропротекающих процессов и регистрации кратковременных фотонных излучений, разрабатывается прогрессивная технология изготовления перспективных ФЭУ, ведётся конструирование собственных электронно-лучевых трубок. В осциллографах, выпускаемых в те годы предприятиями Брянска, Минска, Вильнюса, применялось новое поколение осциллографических ЭЛТ завода «Катод».
До начала 1980-х годов производство завода не было узкоспециализированным. Помимо электронно-оптических преобразователей его разработки получили применение в космических исследованиях, ядерной физике, оптике, спутниковых системах, радиотехнике и медицине.

### 1990-е годы
В 1990-е годы сотрудники ОКБ участвуют в научном исследовании по регистрации нейтрино. Благодаря произведённым на предприятии образцам электронно-оптического усилителя с большим сферическим фотокатодом «Квазар» был создан высокочувствительный комплексированный фотонный детектор с большим пространственным разрешением, что, в свою очередь, позволило создать глубоководный нейтринный телескоп на озере Байкал. Разрабатываются фотоумножители позвонковой конструкции (ФЭУ 141, 153) для космических кораблей «Союз», также создаётся комплексированный прибор «Клин», позволивший осуществить научный эксперимент межпланетного полета с ориентацией по трем звездам.
В 1991 году ОКБ было переименовано в "Государственное предприятие ОКБ «Катод», в 1994 — в АООТ «Катод», а в 1999 — АО «Катод».
В 1996 году предприятие выпускает ЭОП 2+ поколения, а также производит первые наблюдательные приборы ночного видения. В 1999 году изготавливает ЭОП третьего поколения.

## Продукция

### Приборы ночного видения
- Очки ночного видения (например ОНВ-2+1x-200)[2]
- Монокуляры ночного видения
- Прицелы ночного видения
- Бинокли ночного видения

### Электронно-оптические преобразователи и ФЭУ
- ЭОП поколения 2+ (с 1996 года[4]) и 2++
- ЭОП третьего поколения (с 1999 года[4])
- ЭОП четвёртого поколения (в разработке)[1][4]
- ЭОП пятого поколения (перспективные разработки)
- ЭОП шестого поколения (предсерийный выпуск)
- ЭОП для работы под водой[1]
- ЭОП с цветовым изображением (в разработке по данным на 2003 год)[2]
- Фотоэлектронные умножители
- ЭОП для работы под землей (прототипы ГРАУ 4663-14-88)

## Включение в санкционный список США
В 2015 году на сайте американского правительственного издания Federal Register был помещён санкционный перечень, в котором присутствовали некоторые российские компании, в том числе новосибирское предприятие «Катод».